# Bartolomeo Fioravanti
Bartolomeo Fioravanti (Bologna, 1390 – Beverara, 1462) è stato un architetto e muratore italiano.
Zio di Aristotele e fratello di Fioravante, entrambi figli di Ridolfo.  Suoi contributi si trovano nel Palazzo dei Notai e in quello del Podestà a Bologna e nel castello di Sartirana Lomellina.